# Moca tesseraria
Moca tesseraria är en fjärilsart som beskrevs av Edward Meyrick 1906. Moca tesseraria ingår i släktet Moca och familjen Immidae. Inga underarter finns listade i Catalogue of Life.